# 中国国际主义工人党
中国国际主义工人党是中国历史上的一个托洛茨基主义政党。
1942年，中国共产主义同盟分裂成以彭述之为首的多数派“新斗争派”和以王凡西、郑超麟为首的少数派“国际主义派”。
1949年4月，中国共产主义同盟少数派将其组织改组为“中国国际主义工人党”，选举王凡西为书记，郑超麟等为中央委员，党员100余人。不久，中国国际主义工人党将中央机关从上海迁往香港。郑超麟及一些党员决定留在大陆，王凡西等人则前往香港。
1952年12月22日，留在大陆的所有党员都在“大肃托”中被捕入狱。
1977年10月15日，中国国际主义工人党与中国革命共产党统一派、复醒社、原革命马克思主义者同盟合并为新的革命马克思主义者同盟。